# Idalus obscura
Idalus obscura är en fjärilsart som beskrevs av M.Gaede 1928. Idalus obscura ingår i släktet Idalus och familjen björnspinnare. Inga underarter finns listade i Catalogue of Life.